# Браницкий, Стефан Николай
Стефан Николай Браницкий (ок. 1640—1709) — государственный и военный деятель Речи Посполитой, стольник великий коронный (с 1688 года), воевода подляшский (1703—1709), староста стопницкий, бельский, браньский (1683), ратненский и кросненский (1673).

## Биография
Представитель польского магнатского рода Браницких герба «Гриф». Единственный сын маршалка надворного коронного Яна Клеменса Браницкого (ок. 1624—1673) и Александры Катажины Чарнецкой (ум. 1698). Внук знаменитого польского полководца Стефана Чарнецкого.
В 1683 году был избран послом на конституционный сейм. Участвовал в военных кампаниях под Веной и в Буджаке, за что польский король Ян III Собеский в 1688 году назначил его стольником великим коронным.
В 1692 году Стефан Николай Браницкий получил от короля Речи Посполитой Яна Собеского магдебургское право для своего города Белостока и построил там собственный дворец. В 1703 году получил должность воеводы подляшского.
Скончался в 1709 году и был похоронен в костёле святого Петра в Кракове.

## Семья
В 1686 году женился на Катажине Схоластике Сапеге (1674—1720), дочери воеводы виленского и гетмана великого коронного Казимира Яна Сапеги (ок. 1637—1720) и Криштины Барбары Глебович (ум. 1695). Дети:
- Ян Клеменс Браницкий (1689—1771), гетман великий коронный и каштелян краковский
- Криштина Браницкая (ум. 1761), жена с 1709 года подскарбия надворного литовского Юзефа Франтишека Сапеги (1670—1744)
- Констанция Браницкая, жена подконюшего литовского Кароля Седлицкого
- Эльжбета Браницкая (ум. 1746), 1-й муж с 1723 года староста сокальский Франтишек Ксаверий Потоцкий (ум. 1731), 2-й муж воевода сандомирский Ян Тарло (1684—1750)
- Урсула Браницкая, жена старосты болимовского Яна Любомирского.